# Ruhpolding
Ruhpolding – miejscowość i gmina w południowo-wschodnich Niemczech, w kraju związkowym Bawaria, w rejencji Górna Bawaria, w regionie Südostoberbayern, w powiecie Traunstein. Leży w Alpach Chiemgawskich, około 12 km na południe od Traunsteinu, przy drodze B305. Liczy 6,3 tys. mieszkańców.

## Demografia
Dane o ludności z 31 grudnia 2008:
| Opis                                | Ogółem | Ogółem | Kobiety | Kobiety | Mężczyźni | Mężczyźni |
| ----------------------------------- | ------ | ------ | ------- | ------- | --------- | --------- |
| Jednostka                           | osób   | %      | osób    | %       | osób      | %         |
| Populacja                           | 6287   | 100    | 3257    | 51,81   | 3030      | 48,19     |
| Wiek przedprodukcyjny (0–17 lat)    | 1062   | 16,89  | 506     | 8,05    | 556       | 8,84      |
| Wiek produkcyjny (18–65 lat)        | 3620   | 57,58  | 1827    | 29,06   | 1793      | 28,52     |
| Wiek poprodukcyjny (powyżej 65 lat) | 1605   | 25,53  | 924     | 14,7    | 681       | 10,83     |

## Polityka
Wójtem gminy jest Claus Pichler z SPD, wcześniej był nim Andreas Hallweger z CSU, rada gminy składa się z 20 osób.
|      | CSU | SPD | VRB | Razem |
| 2008 | 8   | 7   | 5   | 20    |
| 2002 | 10  | 6   | 4   | 20    |

## Sport
Miejscowość znana jest z nowoczesnego centrum sportów zimowych. Mieszczą się tam m.in. skocznie narciarskie Zirmbergschanzen oraz trasy do biegów narciarskich i biathlonu. Ruhpolding organizowało mistrzostwa świata w biathlonie w latach 1979, 1985, 1996 i 2012.

## Współpraca
Miejscowości partnerskie:
- Ihringen, Badenia-Wirtembergia
- Oberhof, Turyngia
- Rasen-Antholz, Włochy
- Schonach im Schwarzwald, Badenia-Wirtembergia